# Zhipu AI
Zhipu AI (chiń. 智谱AI, formalna nazwa Beijing Zhipu Huazhang Technology) – chińska firma technologiczna specjalizująca się w sztucznej inteligencji. Na 2024, według International Data Corporation, jest uważana za trzeciego co do wielkości gracza na rynku dużych modelów językowych w chińskiej branży AI.

## Historia
Firma typu start-up powstała na Uniwersytecie Tsinghua i przekształciła się w niezależną spółkę.
W 2023 zebrano 2,5 miliarda juanów przy pomocy Alibaba Group Holding i Tencent Holdings. Inni inwestorzy spółki to Ant Group, Meituan, Xiaomi i HongShan.
W marcu 2024 Zhipu AI poinformowała, że opracowuje technologię podobną do Sora w celu osiągnięcia ogólnej sztucznej inteligencji. W lipcu 2024 zadebiutował ich model tekstu do wideo Ying.
W październiku 2024 Zhipu AI wydała GLM-4.0, duży model mowy wydany na licencji open source.
W styczniu 2025 Zhipu AI został dodany do amerykańskiej listy podmiotów z ograniczeniem handlu Entity List z powodu promowania modernizacji armii Chińskiej Republiki Ludowej poprzez rozwój i integrację zaawansowanych badań nad sztuczną inteligencją.

## Produkty i usługi

### Ying
Ying, opublikowany w lipcu 2024, to model zamieniający tekstu do wideo, który potrafi generować obrazy i komunikaty tekstowe w sześciosekundowych klipach wideo. Usługa jest dostępna na oficjalnej stronie internetowej oraz w aplikacjach mobilnych zintegrowanych z chatbotem ChatGLM.

### AutoGLM
AutoGLM to aplikacja oparta na sztucznej inteligencji, która została wydana w październiku 2024 i wykorzystuje polecenia głosowe do wykonywania zadań w smartfonie. Aplikacja potrafi analizować złożone zadania, takie jak zamawianie produktu w pobliskim sklepie i powtarzanie zamówienia na podstawie historii zakupów użytkownika. Aplikacja została stworzona jako rywal Apple Intelligence.
Narzędzie AI działa w oparciu o szereg modeli AI i chatbotów, takich jak chatbot ChatGLM, w celu przetworzenia wymaganych działań.